# Partido judicial de Torrevieja
El partido judicial de Torrevieja es uno de los trece partidos judiciales de la provincia de Alicante, Comunidad Valenciana; en concreto se trata del partido judicial n.º 13 de la provincia de Alicante.
El ámbito territorial, que viene regulado por el Real Decreto 529/1983, de 9 de marzo, comprende los municipios de:
- Benijófar
- Guardamar del Segura
- Montesinos (Los)
- Rojales
- San Miguel de Salinas
- Torrevieja